# USS Drexler (DD-741)
O USS Drexler (DD-741) foi um Destroyer norte-americano que serviu durante a Segunda Guerra Mundial.

## Comandantes
| Comandante             | Data                                        |
| ---------------------- | ------------------------------------------- |
| Cdr. Robert Lee Wilson | 14 de Novembro de 1944 - 28 de Maio de 1945 |